# Myrmarachne kochi
Myrmarachne kochi är en spindelart som beskrevs av Eduard Reimoser 1925. Myrmarachne kochi ingår i släktet Myrmarachne och familjen hoppspindlar. Inga underarter finns listade i Catalogue of Life.